# Faaborg
Faaborg este un oraș în Danemarca.